# 王浩伟
王浩伟，上海交通大学教授，主要从事材料科学、金属基复合材料等方面的研究工作。入选中华人民共和国教育部第八批"长江学者"特聘教授，曾获得教育部技术发明一等奖等奖项。